# Trehörningen (Norrbärke socken, Dalarna, 668341-147024)
Trehörningen är en sjö i Smedjebackens kommun i Dalarna och ingår i Dalälvens huvudavrinningsområde. Sjön har en area på 0,14 kvadratkilometer och ligger 271,2 meter över havet. Vid provfiske har gädda fångats i sjön.

## Delavrinningsområde
Trehörningen ingår i det delavrinningsområde (668399-147156) som SMHI kallar för Inloppet i Siksjön. Medelhöjden är 248 meter över havet och ytan är 6,83 kvadratkilometer. Räknas de 23 avrinningsområdena uppströms in blir den ackumulerade arean 145,14 kvadratkilometer. Tunaån (Flokån) som avvattnar avrinningsområdet har biflödesordning 2, vilket innebär att vattnet flödar genom totalt 2 vattendrag innan det når havet efter 238 kilometer. Avrinningsområdet består mestadels av skog (85 procent). Avrinningsområdet har 0,32 kvadratkilometer vattenytor vilket ger det en sjöprocent på 4,7 procent.